# لیک‌وود گاردنز (فلوریدا)
لیک‌وود گاردنز (به انگلیسی: Lakewood Gardens) یک منطقهٔ مسکونی در ایالات متحده آمریکا است که در فلوریدا واقع شده‌است. لیک‌وود گاردنز ۱٬۲۷۳ نفر جمعیت دارد و ۴٫۸۸ متر بالاتر از سطح دریا قرار دارد.